# Municipio de Wokingham
Wokingham es una autoridad unitaria al oeste de Londres, perteneciente a la región de Sudeste de Inglaterra, Reino Unido. Comprende las siguientes localidades o municipios:
- Arborfield Cross 764
- Arborfield Garrison 2604
- Charvil 3165
- Finchampstead 638
- Hurst 1324
- Knowl Hill 954
- Riseley 620
- Spencers Wood 4793
- Swallowfield 644
- Twyford 7620
- Wargrave 2776
- Wokingham 45 630
- Woodley 36 751[1]